# Boane (Distrikt)
Der Distrikt Boane ist ein administrativer Teil der Provinz Maputo in Mosambik.  Hauptstadt des Distrikts ist Boane.

## Geographie

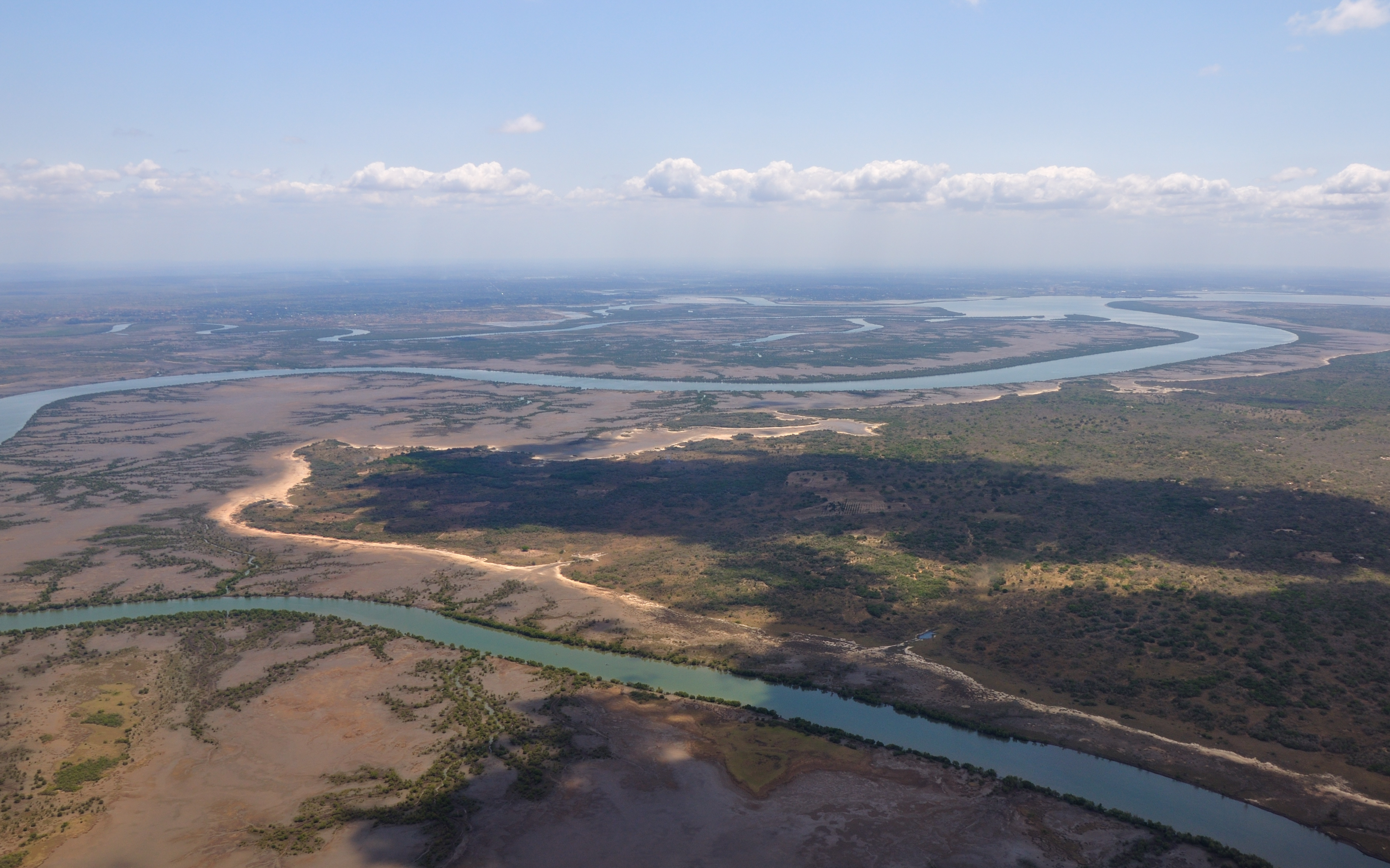
Die Mündung des Umbeluzi (hinten) und die des Tembe (vorne) in das Espírito Santo Ästuar (rechts). Links des Flusses Tembe der Distrikt Boane, rechts die Distrikte Katembe und Matutuíne

Boane hat eine Gesamtfläche von 805 km² (nach anderen Quellen 815 km²). Der Distrikt liegt wenige Kilometer südwestlich der Landeshauptstadt Maputo im südlichen Teil der Provinz. Er erhebt sich im Westen auf bis zu 70 m, im Norden bis etwa 90 m und fällt nach Südosten bis auf Meereshöhe ab.
Er grenzt im Süden an den Distrikt Matutuíne, im Westen an Namaacha, im Norden an Moamba und im Osten an das Municipio Matola und an Katembe in der Hauptstadtprovinz Maputo.
Die Ostgrenze wird dabei von den Flüssen Tembe und Matola gebildet und ein Teil der Westgrenze von dem Fluss Umbeluzi, der den Distrikt auch durchquert. Er grenzt an das Estuário do Espirito Santo in das diese drei Flüssen münden und somit an eine Verlängerung der Maputo-Bucht.

## Bevölkerung

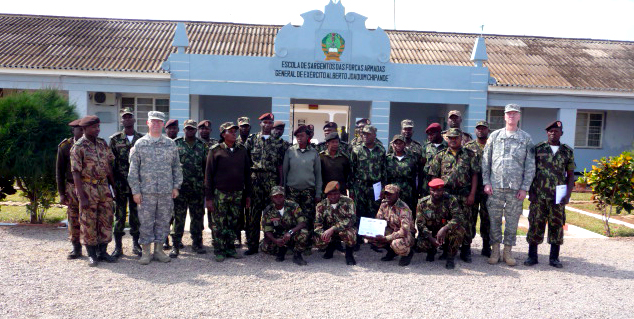
Unteroffiziersschule der Armee in Boane

Im Distrikt leben 210.367 Einwohner (Zensus 2017). Dies entspricht einer Bevölkerungsdichte von 261 Einwohnern pro km². Seit der Volkszählung 1997, bei der 56.703 Einwohner festgestellt wurden, stieg die Bevölkerung bis 2007 um 80,7 % an und hatte sich in den 20 Jahren bis 2017 annähernd vervierfacht.
| Jahr | Einwohner |
| ---- | --------- |
| 1997 | 56.703    |
| 2007 | 102.555   |
| 2017 | 210.367   |

## Verwaltungsgliederung
Der Distrikt gliedert sich in zwei Postos administrativos: Boane und Matola-Rio.